# Lycodonomorphus leleupi
Lycodonomorphus leleupi – gatunek węża z rodziny Lamprophiidae.
Najdłuższa zanotowana samica mierzyła 75 centymetrów od czubka pyska do kloaki, samiec zaś 58 centymetrów. Ciało w kolorze oliwkowo-czarnym. Brzuch ciemnopomarańczowy. Głowa mała, płaska. Podstawą ich diety są ryby i żaby.
Samica składa w lecie do 9 jaj.
Zamieszkują południową część Demokratycznej Republiki Konga, Zambię, Malawi, wschodnie Zimbabwe oraz zachodni Mozambik.